# Комната в отеле
«Комната в отеле» (азерб. Otel otağı) — драматический фильм режиссёра Расима Оджагова, повествующий о судьбе азербайджанского преподавателя в Турции на фоне общественно-политических событий, ставших причиной обострения межнациональных отношений. Персонажи фильма находятся перед нравственным выбором между карьерой и моральными принципами.

## Сюжет
Действия происходят в Азербайджане и Турции в 1990-е и 1930-40-е годы на фоне происходящих общественных-политических событий. В фильме рассказывается о духовном и физическом давлении, которое оказывалось на интеллигенцию в то время.
Главный герой произведения — учёный-тюрколог и преподаватель Высшей школы, Карим Аскероглу (Фахраддин Манафов), приезжает на научную конференцию в Анкару. В то же время он едет в Стамбул, чтобы осуществить свое намерение: преподавать в одном из вузов Турции. Из-за верности своим убеждениям и нравственным принципам главный герой постоянно подвергается притеснениям, также его окружают проблемы, возникшие после нескольких военных конфликтов, произошедших в Азии: завоевания азербайджанских земель армянскими силами, Карабахского конфликта, политических переворотов в Баку. В этих тяжелых условиях существования интеллигенции в Турции видны надежды и потрясения братьев.
Главный герой фильма — человек, который защищал свою интеллигентность, свою человечность, но вместе с этим страдал от своих убеждений. горькая память Карима о Шуше, Карабахском конфликте и Ходжалинской трагедии — основная причина его сердечной боли. К ней добавляются семейные заботы, обман о работе в Стамбуле и другие негативные эмоции.
В киноленте присутствуют такие персонажи, как Садияр (Расим Балаев) и Чопур Каббар (Мухтар Маниев) — беспринципные приспособленцы, изобличавшие тюркизм в советское время, а ныне ставшие «огненными тюрками», «националистами».
Несмотря на трагический конец, «Комната в отеле» — это фильм, воспевающий истинные духовные ценности, добрые отношения азербайджанцев с турецким народом.

## В ролях
| Актёр                       | Роль              |
| --------------------------- | ----------------- |
| Фахраддин Манафов           | Карим             |
| Расим Балаев                | Садияр            |
| Мухтар Маниев               | Чопур Каббар      |
| Акиф Магеррамов             | Аскер             |
| А. Гейдарова                | Тамилла           |
| Аян Миркасимова             | Рана              |
| Земфира Нариманова          | Бехида            |
| Вагиф Ибрагимоглу           | Доган-Бей         |
| Камал Худавердиев           | Эрол Байрактар    |
| Мехрибан Зеки               | Латифа            |
| Наталья Шаровская (Ашумова) | Надежда           |
| Тофик Исмайлов              | пассажир          |
| Гамида Омарова              | Рафига            |
| Ариф Касимов                | маленький мужчина |

| Актёр              | Роль                |
| ------------------ | ------------------- |
| Эльхан Касумов     | Рауф                |
| Рамиз Азизбейли    | певец               |
| Эльвин Абдуллаев   | Карим в детстве     |
| Рафик Азимов       | турок               |
| Рафик Алиев        | иностранный учёный  |
| Мохсун Гусейнханлы | Ариф                |
| Агиль Гулиев       | турок               |
| Фарман Абдуллаев   | турок-официант      |
| Н. Ибрагимов       |                     |
| Н. Рустемов        |                     |
| Али Самедов        |                     |
| Фарадж Фараджов    |                     |
| Агил М. Гулиев     | родственник Тамиллы |
| Р. Гаджиев         | портье              |

## Съёмочная группа
- Анар Рзаев — автор сценария
- Расим Оджагов — режиссёр-постановщик
- Канан Мамедов — оператор-постановщик
- Рафиз Исмаилов, Рафик Насиров — художник-постановщик
- Эмин Сабитоглу — композитор
- Акиф Нуриев — звукорежиссёр
- Рамиз Алиев — режиссёр
- Эльбрус Вахидов — художник по гриму
- Мехрибан Афендиева (Мехрибан Садыгбейли) — художник по костюмам
- Тарлан Бабаев — оператор
- Гюльшан Салимова — монтажёр
- Назим Джабраилов, А. Гулиев — помощник режиссёра
- Н. Агаев — механик по съёмочной технике
- Юсиф Ализаде, Мухаммед Агабеков — администратор
- Секавуш Керим — руководитель инструментального ансамбля
- С. Окагова — редактор
- Надир Алиев — директор фильма

## Дубляж
- Гаджи Исмаилов — пассажир (Тофик Исмайлов)
- Эльданиз Расулов — Аскер (Акиф Магеррамов)
- Наджиба Гусейнова — Тамилла (А. Гейдарова)
- Рамиз Азизбейли — портье (Р. Гаджиев)

## О фильме
- Фильм экранизирован на основе одноимённой повести писателя Анара.
- Фильм — последняя работа композитора Эмина Сабитоглу в кино.
- В фильме использованы отрывки произведений Томазо Альбиони

- Azərbaycan Respublikası Mədəniyyət Nazirliyi. C.Cabbarlı adına «Azərbaycanfilm» kinostudiyası. Aydın Kazımzadə. Bizim «Azərbaycanfilm». 1923-2003-cü illər. Bakı: Mütərcim, 2004.- səh. 362; 366—367.
- Azərbaycan Milli Ensiklopediyası: Azərbaycan. Ramiz Məmmədov. Kino. Azərbaycan Milli Ensiklopediyası Elmi Mərkəzi, 2007.- səh. 816.